# NGC 3841
NGC 3841 је спирална галаксија у сазвежђу Лав која се налази на NGC листи објеката дубоког неба.
Деклинација објекта је + 19° 58' 20" а ректасцензија 11h 44m 2,1s. Привидна величина (магнитуда) објекта NGC 3841 износи 13,8 а фотографска магнитуда 14,6. NGC 3841 је још познат и под ознакама MCG 3-30-73, CGCG 97-96, PGC 36469.